# Bosquerola de les palmeres
La bosquerola de les palmeres (Setophaga palmarum) és una espècie d'ocell de la família dels parúlids (Parulidae) que habita boscos de coníferes i sotabosc prop de corrents fluvials des del nord-est de la Colúmbia Britànica i centre d'Alberta, cap a l'est, a través del centre i sud del Canadà fins al sud de Labrador i Terranova i zones properes dels Estats Units. Passa l'hivern a prop d'ambdues costes dels Estats Units, Amèrica Central i les Antilles.